# مکس گلو
مکس گَلو (فرانسوی: Max Gallo‎؛ ۷ ژانویهٔ ۱۹۳۲ – ۱۸ ژوئیهٔ ۲۰۱۷) تاریخ‌نگار، سیاستمدار و نویسنده اهل فرانسه بود که او بیش از صد کتاب نوشت.
از فیلم‌ها یا مجموعه‌های تلویزیونی که وی در آن‌ها نقش داشته است، می‌توان به ناپلئون اشاره نمود.
وی همچنین برندهٔ جوایزی همچون لژیون دونور شده‌است.